# جاريد راينر
جاريد راينر (بالإنجليزية: Jared Reiner)‏ مواليد 8 أبريل 1982 في ميتشل، هو لاعب كرة سلة أمريكي سابق بدأ مسيرته الاحترافية في سنة 2004. يبلغ طوله 6 قدم 11 بوصة (2.1 م). اعتزل اللعب في 2011.

## فرق لعب لها
- شيكاغو بولز
- ميلووكي باكز
- سي بي مورسيا
- بروس باسكتس
- إسبارن بريمرهافن
- ميدي بايرويت

## روابط خارجية
- جاريد راينر على موقع إن بي أي (الإنجليزية)
- جاريد راينر على موقع سبورتس رفرنس (الإنجليزية)
- جاريد راينر على موقع الدوري الإسباني لكرة السلة (الإسبانية)
- جاريد راينر على موقع كرة السلة الأوروبية.كوم (الإنجليزية)
- جاريد راينر على موقع كلية كرة السلة في سبورتس رفرنس.كوم (الإنجليزية)
- جاريد راينر على موقع ريلجم (الإنجليزية)
- جاريد راينر على موقع بروبوليرز (الإنجليزية)
- جاريد راينر على موقع سبورتس رفرنس (الإنجليزية)
- جاريد راينر على موقع سبورتس رفرنس (الإنجليزية)